# Hemiblossia kalaharica
Hemiblossia kalaharica är en spindeldjursart som beskrevs av Kraepelin 1908. Hemiblossia kalaharica ingår i släktet Hemiblossia och familjen Daesiidae. Inga underarter finns listade i Catalogue of Life.